# Kit-Cat Klock

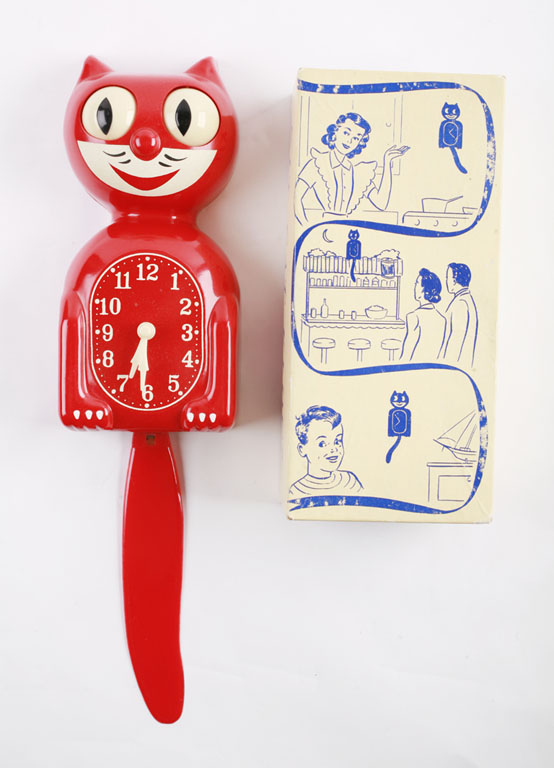
Kit-Cat Klock, vor 1953, nur zwei Pfoten und ohne Fliege

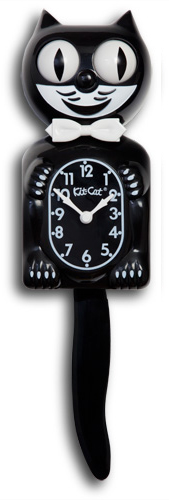
Kit-Cat Klock, ab 1982, mit Schriftzug Kit-Cat

Die Kit-Cat Klock ist eine amerikanische Wanduhr. In Form und Zeichnung stellt sie eine lächelnde Katze dar, deren lang herabhängender Schwanz als Pendel dient und sich mit den Pupillen der weit geöffneten Augen im Gleichtakt bewegt, ein sogenannter Augenwender. Die ursprüngliche Farbe ist Schwarz, doch bereits in den 1950er Jahren sind auch andere Farben und heute zahlreiche ein- und zweifarbige Modelle und in der Größe und in Details der Gestaltung abweichende Uhren lieferbar.
Alle Bauteile der seit 1932 produzierten Uhr wurden stets in den Vereinigten Staaten gefertigt. Der ursprüngliche Entwurf wurde nur selten geändert, und die Zahl der Pfoten und Zehen und weitere Zeichnungsmerkmale sind wichtige Hilfen bei der Datierung älterer Sammlerstücke. Die Kit-Cat Klock ist in der Populärkultur ein Symbol der amerikanischen Küche geworden, und ältere Modelle sind begehrte Sammlerstücke.

## Beschreibung
Die Kit-Cat Klock ist eine im Stil des Art déco gestaltete amerikanische Wanduhr mit einer Höhe von etwa 40 Zentimeter. Sie hat die Form einer comicartig überzeichneten lächelnden Katze, mit einem lang herabhängenden Schwanz als Uhrenpendel und weit offenen Augen, deren Pupillen sich im Takt des Schwanzes bewegen. Die traditionelle Farbe ist Schwarz, es sind aber zahlreiche andere Farben, zweifarbige Modelle, kleinere Kitty Cat Klocks, Lady Kit-Cats mit Perlenkette statt Querbinder und weitere Modelle lieferbar. So stellt die California Clock Company seit vielen Jahren Limited Edition Kit-Cats her, die nur ein Jahr lang vom Hersteller angeboten werden.
Ältere Modelle waren für den Netzbetrieb vorgesehen, seit 1989 werden die Uhren mit zwei Babyzellen betrieben.

## Geschichte
Die Kit-Cat Klock wurde 1932, während der Great Depression, von Earl Arnault (1904–1971) entworfen. Der Hersteller war die Allied Clock Company in Portland, Oregon. Die ersten Modelle hatten noch ein Uhrwerk mit Handaufzug, das in den 1940er Jahren durch einen netzbetriebenen Elektromotor ersetzt wurde. Die ersten Uhren hatten Metallgehäuse ohne Beschriftung auf der Rückseite, Zeiger aus Metall und vier Zehen an jeder der beiden Pfoten. Sie hatten auch Knöpfe oder Hebel auf der Vorderseite, um den Motor in die richtige Richtung starten zu können, da die frühen elektrischen Uhrenantriebe noch nicht selbsttätig starteten. Nach wenigen Jahren begann das Unternehmen, die Produktion auf Uhrengehäuse aus Bakelit und schließlich aus formgepresstem Kunststoff umzustellen. Zu dieser Zeit zog die Firma nach Seattle, Washington, um.
Seit den 1950er Jahren bis in die 1980er Jahre produzierte die Allied Clock Company auch abweichende Entwürfe, in der Form einer Eule (Owl Clock oder Professor Timebelly), eines Pudels (French Poodle Clock oder Fifi the Poodle), eines Teddybären, eines Pandas und der Disney-Figur Pluto. Zudem werden seit den 1960er Jahren einzelne Sondermodelle mit Kristallen besetzt angeboten. 1962 verlegte die Allied Clock Company den Firmensitz und die Produktion nach El Monte in Kalifornien und änderte den Namen in California Clock Company.
Die California Clock Company gibt an, dass über 50 Jahre hinweg  alle drei Minuten eine Kit-Cat Klock verkauft worden sei. Das wären mehrere Millionen Uhren. Das Unternehmen wirbt mit dem Claim „Brings Out the Smile in You“ (deutsch Holt das Lächeln in Dir heraus). Mit dem Sub-Claim „Keep an American Icon in America“ (deutsch Lasst ein amerikanisches Wahrzeichen in Amerika) weist das Unternehmen darauf hin, dass seine Uhren vollständig aus in Amerika produzierten Bauteilen bestehen und dass es wegen der großen Nachfrage nach „USA-Made“-Uhrwerken solche Bauteile auch für andere amerikanische Uhrenhersteller verfügbar machte. In den 1980er Jahren verlegten fast alle amerikanischen Produzenten von Elektromotoren die Produktion nach Asien. Das war für die California Clock Company der Anlass, batteriebetriebene Uhrwerke zu entwickeln und die Uhren von Netz- auf Batteriebetrieb umzustellen.
Um die Kit-Cat Klock ist eine rege Sammlerszene entstanden. Modelle aus den 1940er und 1950er Jahren werden für mehrere hundert US-Dollar gehandelt, und eine Uhr mit Handaufzug aus den 1930er Jahren könnte in einer Auktion 10.000 US-Dollar erlösen. Neuere limitierte Sonderausgaben sind günstiger, finden aber ebenfalls ihre Liebhaber.

## Chronologie
- Seit 1932, Produktion in Portland, Oregon und entsprechende Angabe auf der Rückseite, diese frühen Uhren sind sehr selten
- Frühe 1940er Jahre, Umzug nach Seattle, Washington und entsprechende Angabe auf der Rückseite
- Frühe 1950er Jahre, Rückwände aus Kunststoff
- 1953 Einführung der Vorderpfoten
- 1954 Einführung des Querbinders
- 1962 Verlagerung der Produktion nach El Monte, Kalifornien, und entsprechende Angabe auf der Rückseite
- Mitte der 1960er Jahre Verlagerung der Produktion nach San Juan Capistrano, Kalifornien, und entsprechende Angabe auf der Rückseite
- 1982 Einführung des Schriftzugs Kit-Cat auf dem Zifferblatt und einer Seriennummer auf der Rückseite
- 1989/1990 Umstellung auf Uhrwerke mit Batteriebetrieb
- 1990er Jahre Einführung von limitierten Editionen
- 1996 Einführung der Kitty Cat Klock in geringerer Größe (ca. 30 Zentimeter)
- 2001 Einführung der Lady Kit-Cat mit Perlenkette statt Fliege und langen Augenwimpern.[3]

## Populärkultur
Neben einer schwarzen Kit-Cat Klock werden im Vorspann des amerikanischen Spielfilms Zurück in die Zukunft aus dem Jahr 1985 auch eine olivgrüne Eulen-Uhr und eine silbergraue Pudel-Uhr inmitten zahlreicher anderer Uhren dargestellt. In einer Szene des Films Katy Perry: Part of Me aus dem Jahr 2012 hängt neben Perrys Spiegel eine rosafarbene Kit-Cat Klock. Das im selben Jahr produzierte Musikvideo zu We Are Never Ever Getting Back Together von Taylor Swift zeigt ebenfalls eine Kit-Cat Klock an der Wand. Auch in einer Folge der Serie Stranger Things und in dem Spielfilm Liebling, ich habe die Kinder geschrumpft ist die Uhr zu sehen. Im Computerspiel Zak McKracken and the Alien Mindbenders hängt eine schwarze Kit-Cat Klock im Schlafzimmer an der Wand. 